# Arma (Kansas)
Arma es una ciudad ubicada en el condado de Crawford en el estado estadounidense de Kansas. En el año 2010 tenía una población de 1481 habitantes y una densidad poblacional de 548,52 personas por km².

## Geografía
Arma se encuentra ubicada en las coordenadas 37°32′37″N 94°42′2″O / 37.54361, -94.70056 (37.543679, -94.700472).

## Demografía
Según la Oficina del Censo en 2000 los ingresos medios por hogar en la localidad eran de $26,658 y los ingresos medios por familia eran $36,648. Los hombres tenían unos ingresos medios de $27,337 frente a los $19,821 para las mujeres. La renta per cápita para la localidad era de $15,636. Alrededor del 11.9% de la población estaban por debajo del umbral de pobreza.